# Кампанська вулканічна дуга

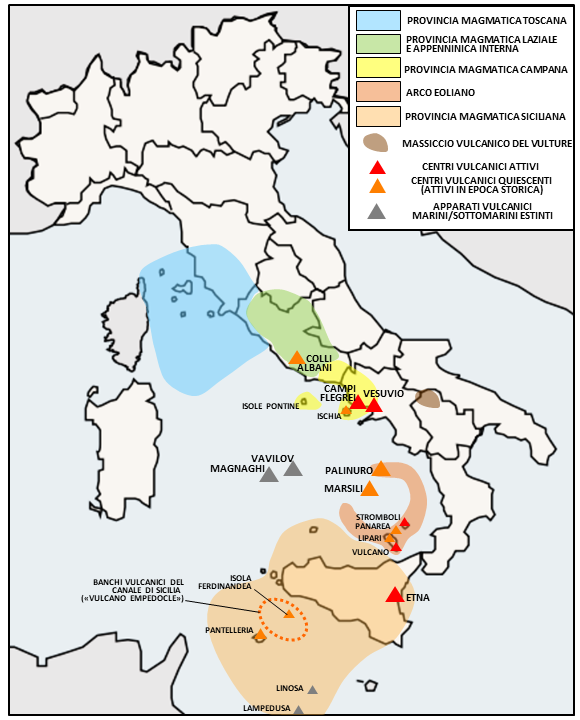
Кампанська вулканічна дуга позначена жовтим кольором

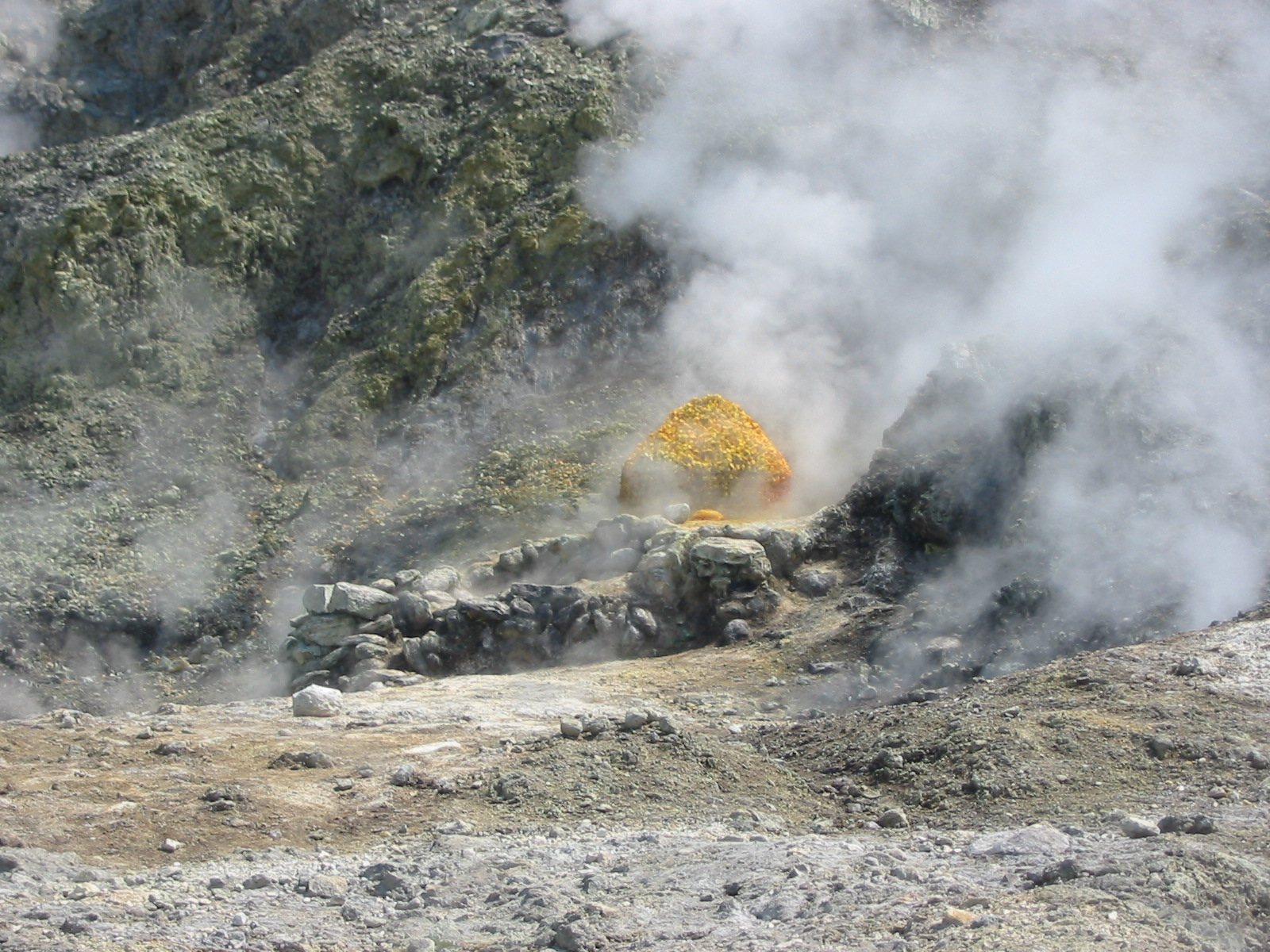
Сірка в кратері Сольфатара

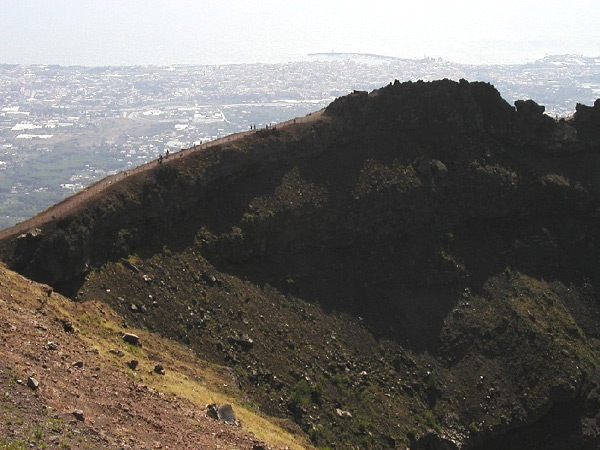
Вид на стіну кратера Везувію з містом Торре-дель-Греко на задньому плані

Кампанська вулканічна дуга — вулканічна дуга, яка складається з низки діючих, сплячих і згаслих вулканів у регіоні Кампанія в Італії. Кампанська вулканічна дуга розташована в Неаполітанській затоці і включає:
- Везувій: діючий вулкан, який востаннє вивергався у 1944 році.
- Флегрейські поля: величезна стародавня кальдера, що містить західну частину Неаполя. Ця територія являє собою набір численних згаслих кратерів, які є свідченням стародавніх вивержень; однак до цієї області також входить Сольфатара — неглибокий вулканічний кратер, що все ще випускає струмені сірчаних парів і, таким чином, все ще активний.
- Іскія: острів за 20 км на захід від Неаполя, востаннє вивергався у 1302 році.
- Палінуро, Вавілев, Марсілі та Магнагі: підводні згаслі або сплячі вулкани на південь від Везувію. Останні три були відкриті в 1950-х роках і мають імена геологів, які їх відкрили. Лише Палінуро був відомий раніше.